# Pentti Laasonen (kyrkohistoriker)
Pentti Laasonen, född 24 december 1928 i Kides, död 14 oktober 2016, var en finländsk kyrkohistoriker.
Laasonen blev teologie doktor 1967. Han prästvigdes 1955 och verkade 1954–1970 som äldre lektor i bland annat religion och psykologi i Outokumpu och Nyslott. Han var 1971–1976 docent i Finlands och Skandinaviens kyrkohistoria vid Helsingfors universitet, 1976–1989 biträdande professor och 1980–1992 professor.
I sin forskning intresserade sig Laasonen speciellt för den lutherska kyrkan i tidigmodern tid; bland arbeten märks Johannes Gezelius vanhempi ja suomalainen täysortodoksia (1977), Pappisvirkojen täyttö Suomessa myöhäiskaroliinisena aikana (1983) och Luterilaisuus Rooman ja Geneven välissä (1998), som behandlar lutherdomens identitetskris under sent 1500-tal.